# Raymundo Damasceno Assis
Raymundo Damasceno Assis (Capela Nova, 15 februari 1937) is een Braziliaans geestelijke en een kardinaal van de Rooms-Katholieke Kerk.
Damasceno Assis werd op 19 maart 1968 priester gewijd. Op 18 juni 1986 werd hij benoemd tot hulpbisschop van Brasilia en tot titulair bisschop van Nova Petra; zijn bisschopswijding vond plaats op 15 september 1986. Op 28 januari 2004 volgde zijn benoeming tot aartsbisschop van Aparecida.
Damasceno Assis werd tijdens het consistorie van 20 november 2010 kardinaal gecreëerd. Hij kreeg de rang van kardinaal-priester. Zijn titelkerk werd de Immacolata al Tiburtino. Hij nam deel aan het conclaaf van 2013.
Op 16 november 2016 ging Damasceno Assis met emeritaat.
Op 15 februari 2017 verloor Damasceno Assis - in verband met het bereiken van de 80-jarige leeftijd - het recht om deel te nemen aan een toekomstig conclaaf.
- International Standard Name Identifier: 0000 0001 1663 7602
- Library of Congress Control Number: n00901817
- Système universitaire de documentation: 161031609
- Virtual International Authority File: 67704646
- WorldCat: E39PBJrch93Mt8j7XR4k4F8Hmd